# Altay (Xinjiang)
Altay (阿勒泰市S) è una città-contea della Cina, situata nella regione autonoma di Xinjiang e amministrata dalla prefettura di Altay.